# Campionato europeo di pallanuoto 1954 (maschile)
L'VIII edizione del campionato europeo di pallanuoto si svolse a Torino nel corso degli ottavi campionati europei LEN, dal 31 agosto al 5 settembre 1954.
La formula del torneo era articolata in tre fasi. Nella prima le dodici partecipanti erano divise in quattro gironi, si aggiudicavano la qualificazione alla fase successiva le prime due classificate. Nella seconda fase le qualificate erano divise in due gironi da quattro squadre, le prime due accedevano al girone finale per le medaglie, le altre al girone di classificazione. Si ereditavano sempre gli scontri diretti delle fasi precedenti.
La manifestazione fu vinta dall'Ungheria, al sesto successo continentale, davanti alla Jugoslavia e ai padroni di casa dell'Italia.

## Squadre partecipanti
GRUPPO 1
- Belgio
- Germania Ovest
- Italia

GRUPPO 2
- Paesi Bassi
- Gran Bretagna
- Romania

GRUPPO 3
- Austria
- Ungheria
- Unione Sovietica

GRUPPO 4
- Francia
- Jugoslavia
- Spagna

## Prima fase

### Gruppo 1
|    | Squadra        | Punti | G | V | N | P | GF | GS | DR  |
| -- | -------------- | ----- | - | - | - | - | -- | -- | --- |
| 1. | Italia         | 4     | 2 | 2 | 0 | 0 | 13 | 3  | +10 |
| 2. | Germania Ovest | 2     | 2 | 1 | 0 | 1 | 4  | 7  | -3  |
| 3. | Belgio         | 0     | 2 | 0 | 0 | 2 | 4  | 11 | -7  |

| Data     | Gara           | Gara  | Gara           |
| -------- | -------------- | ----- | -------------- |
| 31-08-54 | Italia         | 6 - 0 | Germania Ovest |
| 31-08-54 | Italia         | 7 - 3 | Belgio         |
| 01-09-54 | Germania Ovest | 4 - 1 | Belgio         |

### Gruppo 2
|    | Squadra       | Punti | G | V | N | P | GF | GS | DR |
| -- | ------------- | ----- | - | - | - | - | -- | -- | -- |
| 1. | Paesi Bassi   | 4     | 2 | 2 | 0 | 0 | 12 | 11 | +1 |
| 2. | Gran Bretagna | 2     | 2 | 1 | 0 | 1 | 12 | 12 | 0  |
| 3. | Romania       | 0     | 2 | 0 | 0 | 2 | 10 | 13 | -3 |

| Data     | Gara          | Gara  | Gara          |
| -------- | ------------- | ----- | ------------- |
| 31-08-54 | Paesi Bassi   | 7 - 6 | Gran Bretagna |
| 31-08-54 | Gran Bretagna | 6 - 5 | Romania       |
| 01-09-54 | Paesi Bassi   | 7 - 5 | Romania       |

### Gruppo 3
|    | Squadra          | Punti | G | V | N | P | GF | GS | DR  |
| -- | ---------------- | ----- | - | - | - | - | -- | -- | --- |
| 1. | Ungheria         | 4     | 2 | 2 | 0 | 0 | 11 | 3  | +8  |
| 2. | Unione Sovietica | 2     | 2 | 1 | 0 | 1 | 9  | 4  | +5  |
| 3. | Austria          | 0     | 2 | 0 | 0 | 2 | 2  | 15 | -13 |

| Data     | Gara             | Gara  | Gara             |
| -------- | ---------------- | ----- | ---------------- |
| 31-08-54 | Ungheria         | 8 - 1 | Austria          |
| 01-09-54 | Ungheria         | 3 - 2 | Unione Sovietica |
| 01-09-54 | Unione Sovietica | 7 - 1 | Austria          |

### Gruppo 4
|    | Squadra    | Punti | G | V | N | P | GF | GS | DR  |
| -- | ---------- | ----- | - | - | - | - | -- | -- | --- |
| 1. | Jugoslavia | 4     | 2 | 2 | 0 | 0 | 17 | 2  | +15 |
| 2. | Spagna     | 1     | 2 | 0 | 1 | 1 | 5  | 10 | -5  |
| 3. | Francia    | 1     | 2 | 0 | 1 | 1 | 3  | 13 | -10 |

| Data     | Gara       | Gara   | Gara    |
| -------- | ---------- | ------ | ------- |
| 31-08-54 | Jugoslavia | 7 - 2  | Spagna  |
| 01-09-54 | Spagna     | 3 - 3  | Francia |
| 01-09-54 | Jugoslavia | 10 - 0 | Francia |

## Seconda fase

### Gruppo A
|    | Squadra        | Punti | G | V | N | P | GF | GS | DR |
| -- | -------------- | ----- | - | - | - | - | -- | -- | -- |
| 1. | Italia         | 6     | 3 | 3 | 0 | 0 | 15 | 7  | +8 |
| 2. | Paesi Bassi    | 4     | 3 | 2 | 0 | 1 | 16 | 12 | +4 |
| 3. | Germania Ovest | 2     | 3 | 1 | 0 | 2 | 5  | 13 | -8 |
| 4. | Gran Bretagna  | 0     | 3 | 0 | 0 | 3 | 11 | 15 | -4 |

| Data     | Gara           | Gara  | Gara           |
| -------- | -------------- | ----- | -------------- |
| 02-09-54 | Germania Ovest | 4 - 2 | Gran Bretagna  |
| 02-09-54 | Italia         | 5 - 4 | Paesi Bassi    |
| 03-09-54 | Paesi Bassi    | 7 - 6 | Germania Ovest |
| 03-09-54 | Italia         | 4 - 3 | Gran Bretagna  |

### Gruppo B
|    | Squadra          | Punti | G | V | N | P | GF | GS | DR  |
| -- | ---------------- | ----- | - | - | - | - | -- | -- | --- |
| 1. | Ungheria         | 5     | 3 | 2 | 1 | 0 | 9  | 6  | +3  |
| 2. | Jugoslavia       | 4     | 3 | 1 | 2 | 0 | 11 | 6  | +5  |
| 3. | Unione Sovietica | 3     | 3 | 1 | 1 | 1 | 9  | 5  | +4  |
| 4. | Spagna           | 0     | 3 | 0 | 0 | 3 | 4  | 16 | -12 |

| Data     | Gara             | Gara  | Gara             |
| -------- | ---------------- | ----- | ---------------- |
| 02-09-54 | Unione Sovietica | 6 - 1 | Spagna           |
| 02-09-54 | Jugoslavia       | 3 - 3 | Ungheria         |
| 03-09-54 | Ungheria         | 5 - 2 | Spagna           |
| 03-09-54 | Jugoslavia       | 1 - 1 | Unione Sovietica |

## Fase finale

### Gruppo 1º-4º posto
|    | Squadra     | Punti | G | V | N | P | GF | GS | DR  |
| -- | ----------- | ----- | - | - | - | - | -- | -- | --- |
| 1. | Ungheria    | 5     | 3 | 2 | 1 | 0 | 19 | 7  | +12 |
| 2. | Jugoslavia  | 5     | 3 | 2 | 1 | 0 | 10 | 4  | +6  |
| 3. | Italia      | 2     | 3 | 1 | 0 | 2 | 7  | 15 | -8  |
| 4. | Paesi Bassi | 0     | 3 | 0 | 0 | 3 | 7  | 17 | -10 |

| Data     | Gara        | Gara  | Gara        |
| -------- | ----------- | ----- | ----------- |
| 04-09-54 | Jugoslavia  | 3 - 1 | Italia      |
| 04-09-54 | Paesi Bassi | 3 - 8 | Ungheria    |
| 05-09-54 | Ungheria    | 8 - 1 | Italia      |
| 05-09-54 | Jugoslavia  | 4 - 0 | Paesi Bassi |

### Gruppo 5º-8º posto
|    | Squadra          | Punti | G | V | N | P | GF | GS | DR  |
| -- | ---------------- | ----- | - | - | - | - | -- | -- | --- |
| 1. | Unione Sovietica | 6     | 3 | 3 | 0 | 0 | 19 | 3  | +16 |
| 2. | Germania Ovest   | 4     | 3 | 2 | 0 | 1 | 10 | 3  | +7  |
| 3. | Spagna           | 2     | 3 | 1 | 0 | 2 | 6  | 13 | -7  |
| 4. | Gran Bretagna    | 0     | 3 | 0 | 0 | 3 | 5  | 11 | -6  |

| Data     | Gara             | Gara  | Gara           |
| -------- | ---------------- | ----- | -------------- |
| 04-09-54 | Unione Sovietica | 4 - 1 | Gran Bretagna  |
| 04-09-54 | Spagna           | 2 - 5 | Germania Ovest |
| 05-09-54 | Spagna           | 3 - 2 | Gran Bretagna  |
| 05-09-54 | Unione Sovietica | 9 - 1 | Germania Ovest |

## Classifica finale
| Pos. | Squadra          |
| ---- | ---------------- |
|      | Ungheria         |
|      | Jugoslavia       |
|      | Italia           |
| 4    | Paesi Bassi      |
| 5    | Unione Sovietica |
| 6    | Germania Ovest   |
| 7    | Spagna           |
| 8    | Gran Bretagna    |
| 9    | Francia          |
| 10   | Romania          |
| 11   | Belgio           |
| 12   | Austria          |

### Campioni
| Oro |
| Ungheria Ottó Boros László Jeney István Hevesi György Kárpáti Kálmán Markovits Dezső Gyarmati Miklós Martin Aladár Szabó István Szívós György Vízvári Antal Bolvári |